# Welcome to Poppy's
Welcome to Poppy's is een album uit 2003 van de Amerikaanse rockband Fun Lovin' Criminals. Het is het vijfde album van de band en is de opvolger van Loco (2001).

## Tracks
1. "Too Hot" - 3:16
2. "Stray Bullet" - 2:47
3. "Living on the Streets" - 3:45
4. "Lost It All" - 3:01
5. "Friday Night" - 4:18
6. "You Got a Problem" - 2:56
7. "Running for Cover" - 4:21
8. "Take Me Back" - 3:32
9. "What Had Happened?" - 4:27
10. "Got Our Love" - 4:02
11. "This Sick World" - 4:10
12. "Steak Knife (Bottle of Wine)" - 3:31
13. "Beautiful" - 4:28
14. "Baby (Party Dress)" - 3:20
15. "You Just Can't Have It All" - 2:44